# Lapela
Lapela ist ein Ort und eine ehemalige Gemeinde (Freguesia) im nordportugiesischen Kreis Monção.

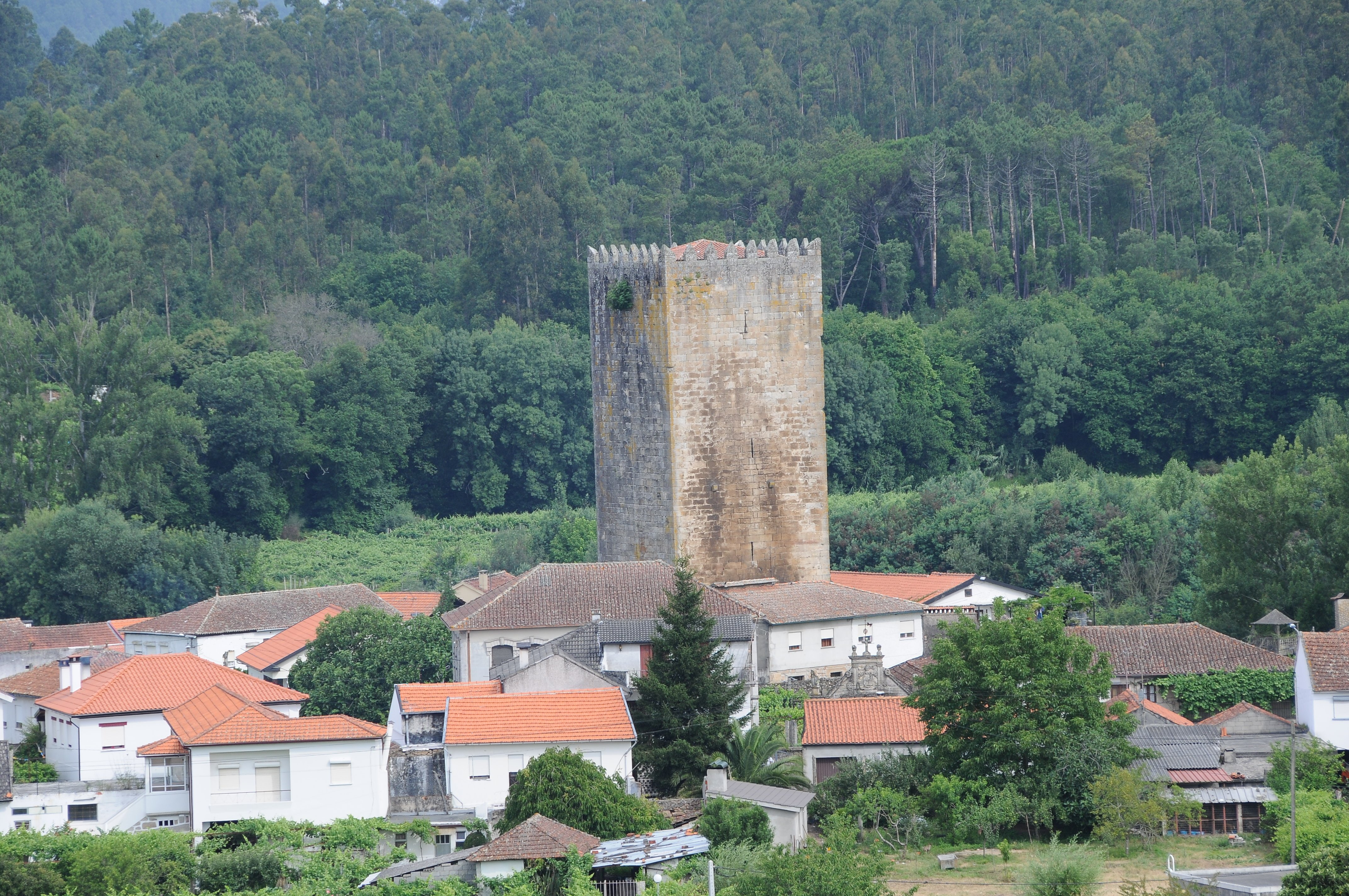
Turm von Lapela

 Die Gemeinde hatte 223 Einwohner (Stand 30. Juni 2011).
Am 29. September 2013 wurden die Gemeinden Lapela und Troporiz zur neuen Gemeinde União das Freguesias de Troporiz e Lapela zusammengeschlossen.